# オーストリア共産党
オーストリア共産党（ドイツ語: Kommunistische Partei Österreichs、略称:KPÖ）は、オーストリアの共産主義政党。
1918年結成。1933年、ドルフース政権下で非合法化された。この措置はオーストリアがナチス・ドイツに併合された後も続いた。
第二次世界大戦後、カール・レンナー率いる暫定政権に加わった。しかしソ連によって分割占領された地区があったにもかかわらず、共産党は勢力を伸ばすことができなかった。その後、ソ連軍が撤退し、オーストリアは西側寄りながら永世中立国となると、共産党はますます勢力を落としていった。特に隣国で起きたハンガリー動乱やプラハの春は、共産党を支持する有権者に大きな動揺を与えた。そのためユーロコミュニズム路線を採用したりしたが、党勢の衰退には歯止めがかからず、国民議会（下院）や州議会の議席も次々と失った。東欧革命と冷戦の終結はこの傾向にますます拍車をかけた。
現在も国政レベルでは議席を有していないが、2005年にシュタイアーマルク州の州議会選挙で久々に議席を獲得した。2021年にはオーストリア第二の都市グラーツの市議会選挙で第1党となり、市長の座を得た。
なお、欧州レベルでは欧州左翼党に参加している。

## 歴代指導者
| 代 | 氏名 | 在任期間        | 役職名   |
| -- | --- | --------------- | -------- |
| 1  | ヨハン・コプレニヒ Johann Koplenig                                                                                 | 1927年 - 1965年 | 議長     |
| 2  | フランツ・ムーリ Franz Muhri                                                                                       | 1965年 - 1990年 | 議長     |
| 3  | ヴァルター・ジルベールマイアー Walter Silbermayr ズザンネ・ゾーン Susanne Sohn                                     | 1990年 - 1991年 | 連盟議長 |
| 4  | オットー・ブルックナー Otto Bruckner マルギッタ・カルテネッガー Margitta Kaltenegger ユリウス・メンデ Julius Mende | 1991年 - 1994年 | 連盟議長 |
| 5  | ヴァルター・バイアー Walter Baier                                                                                  | 1994年 - 2006年 | 議長     |
| 6  | メリナ・クラウス Melina Klaus ミルコ・メスナー Mirko Messner                                                       | 2006年 - 2012年 | 連盟議長 |
| 7  | ミルコ・メスナー Mirko Messner                                                                                     | 2012年 - 2021年 | 議長     |
| 8  | ギュンター・ホップフガルトナー Günther Hopfgartner                                                                 | 2021年-         | 議長     |